# Кристоф Вилхелм Фердинанд фон Дегенфелд
Кристоф Вилхелм Фердинанд фон Дегенфелд (на немски: Christoph Wilhelm Ferdinand von Degenfeld; * 28 октомври 1776 в Ерщет, днес в Зинсхайм; † 25 май 1831 в Манхайм) е благородник от род Дегенфелд, господар на Ерщет, Вайбщат, Унтербигелхоф и Вагенбах в Баден-Вюртемберг. Той е баденски и баварски ритмайстер и кралски баварски камерхер.
Той е син на Кристоф Фердинанд III Фридрих фон Дегенфелд (1739 – 1812) и съпругата му Доротея Регина Елеонора фон Щайн цум Рехтенщайн (1744 – 1799), вдовица на Йохан Филип фон Геминген (1729 – 1766), дъщеря на фрайхер Лудвиг Фридрих фон Щайн цум Рехенщайн и Анна Мария София Ветцел фон Марсилиен. Внук е на Кристоф Фердинанд I фон Дегенфелд (1699 – 1766) и Клара Юлиана фон Геминген-Видерн (1699/1700 – 1766), дъщеря на Йохан Райнхард фон Геминген-Видерн (1648 – 1713).
Кристоф Вилхелм Фердинанд фон Дегенфелд е 1813/1814 г. ритмайстер в баварския доброволчески ловен-регимент, 1816 г. майор „à la Suite“ на кавалерията, 1820 г. майор и кралски баварски камерхер също баденски ритмайстер в 1. драгонски-регимент.
Брат е на  Вилхелм Фридрих Еберхард Бернхард (1778 – 1855), баденски генерал майор на кавалерията.

## Фамилия
Кристоф Вилхелм Фердинанд фон Дегенфелд се жени за Себастиана фон Геминген (1785 – 1811), дъщеря на Карл Фридрих Райнхард фон Геминген (1739 – 1822), министър в Бранденбург-Ансбах, и Филипина Магдалена фон Воелварт (1750 – 1825). Нейният брат Карл Филип фон Геминген-Гутенберг (1771 – 1831) се жени на 1 март 1797 г. в Щутгарт за фрайин София фон Дегенфелд (1767 – 1802), и на 12 юни 1803 г. в Нойхауз за  фрайин Еберхардина фон Дегенфелд (1777 – 1847), дъщерите на чичо му Кристоф Еберхард Фридрих фон Дегенфелд (1737 – 1792) и София Луиза Салома фон Щайн цум Рехтенщайн (1740 – 1811).
Съпругата му Себастиана фон Геминген (1785 – 1811) умира четири дена след раждането на втория син. Те имат два сина:
- Райнхард Кристоф Фердинанд Фридрих (1806 – 1843), женен за Вилхелмина фон Швайкардт
- Фридрих Райнхард Себастиан (*/† 1811)

На 18 февруари 1812 г. Кристоф Вилхелм се жени втори път в Зимерн за Тереза Вилхелмина Фридерика Каролина фон Клозен († 1834) и има с нея два сина:
- Едмунд Райнхард Фридрих Вилхелм Кристоф Хектор (1817 – 1870), баденски генерал майор, женен на 7 май 1855 г. в Карлсруе за Мария Аделхайд Луиза София фон Харденбург-Видерщет (1835 – 1907), бездетен
- Фридрих Вилхелм Хектор Лудвиг Райнхард Кристоф Август (1818 – 1865), баденски ритмайстер, неженен